# Tyta miegii
Tyta miegii là một loài bướm đêm trong họ Noctuidae.